# Białobrzegi (Lublin)
Białobrzegi [bjawɔˈbʐɛɡi] es un pueblo ubicado en el distrito administrativo de Gmina Kock, dentro del condado de Lubartów, voivodato de Lublin, en Polonia oriental. Se encuentra aproximadamente a 3 kilómetros al suroeste de Kock, a 23 kilómetros al noroeste de Lubartów, y a 45 kilómetros al norte de la capital regional Lublin.